# Vinegar Joe
Vinegar Joe fue una banda de R&B británica, formada en 1971 en Londres. Publicó tres álbumes de estudio con la discográfica Island Records y es reconocida por impulsar las carreras como solistas de los cantantes Elkie Brooks y Robert Palmer.

## Historia
Vinegar Joe provino de Dada, una banda de blues y jazz que publicó un álbum en 1970 con Elkie Brooks como cantante y Pete Gage como guitarrista. Robert Palmer se unió a la agrupación proveniente de The Alan Bown Set y participó en la grabación del disco Vinegar Joe en 1972, año en que la banda ya había cambiado su nombre. El mismo año fue publicado el disco Rock'n Roll Gypsies, seguido de Six Star General de 1973.
La agrupación se separó en 1974. Tanto Elkie Brooks como Robert Palmer disfrutaron exitosas carreras en solitario después de su participación en Vinegar Joe.

## Discografía

### Álbumes de estudio
- Dada – Dada, Atco Records, 1970
- Vinegar Joe – Island Records, 1972
- Rock'n Roll Gypsies – Island Records, 1972
- Six Star General – Island Records, 1973

### Álbumes recopilatorios
- Six Star Gypsies, 1994
- Speed Queen of Ventura: An Introduction to Vinegar Joe, 2003

Fuente:

## Músicos
- Elkie Brooks - voz (1971–1974)
- Pete Gage - guitarra (1971–1974)
- Robert Palmer - voz (1971–1974)
- Steve York - bajo (1971–1974)
- Dave Thompson - teclados (1971–1972)
- Conrad Isidore - batería (1971–1972)
- Rob Tait - batería (1971–1972)
- John Hawken - teclados (1972)
- John Woods - batería (1972)
- Mike Deacon - teclados (1972–1974)
- Keef Hartley - batería (1972–1973)
- Jim Mullen - guitarra (1972–1974)
- Pete Gavin - batería (1973–1974)
- Alan Powell - batería (1974)

Componentes adicionales
- Dave Brooks – saxofón tenor
- Tim Hinkley – teclados
- Nick South – bajo
- Gasper Lawall – percusión